# François d'Assise de Bourbon
Titre
Roi consort d'Espagne
10 octobre 1846 – 30 septembre 1868
(21 ans, 11 mois et 20 jours)
François d'Assise de Bourbon (en espagnol : Francisco de Asís de Borbón y Borbón), né le 13 mai 1822 au palais royal d’Aranjuez et mort le 17 avril 1902 au château d'Épinay-sur-Seine, est un infant d'Espagne de la maison de Bourbon. Il est roi consort d'Espagne de 1846 à 1868 par son mariage avec la reine Isabelle II.

## Biographie

### Jeunesse
Deuxième fils — devenu aîné par la mort de son frère François d’Assise en 1821 — de l'infant François de Paule et de la princesse Louise-Charlotte des Deux-Siciles, fille du roi François Ier des Deux-Siciles, il est titré duc de Cadix et infant d'Espagne par son oncle, le roi Ferdinand VII.
François d’Assise de Bourbon est le cousin germain des comtes de Chambord et de Montizón, prétendants légitimistes au trône de France.

### Mariage et descendance

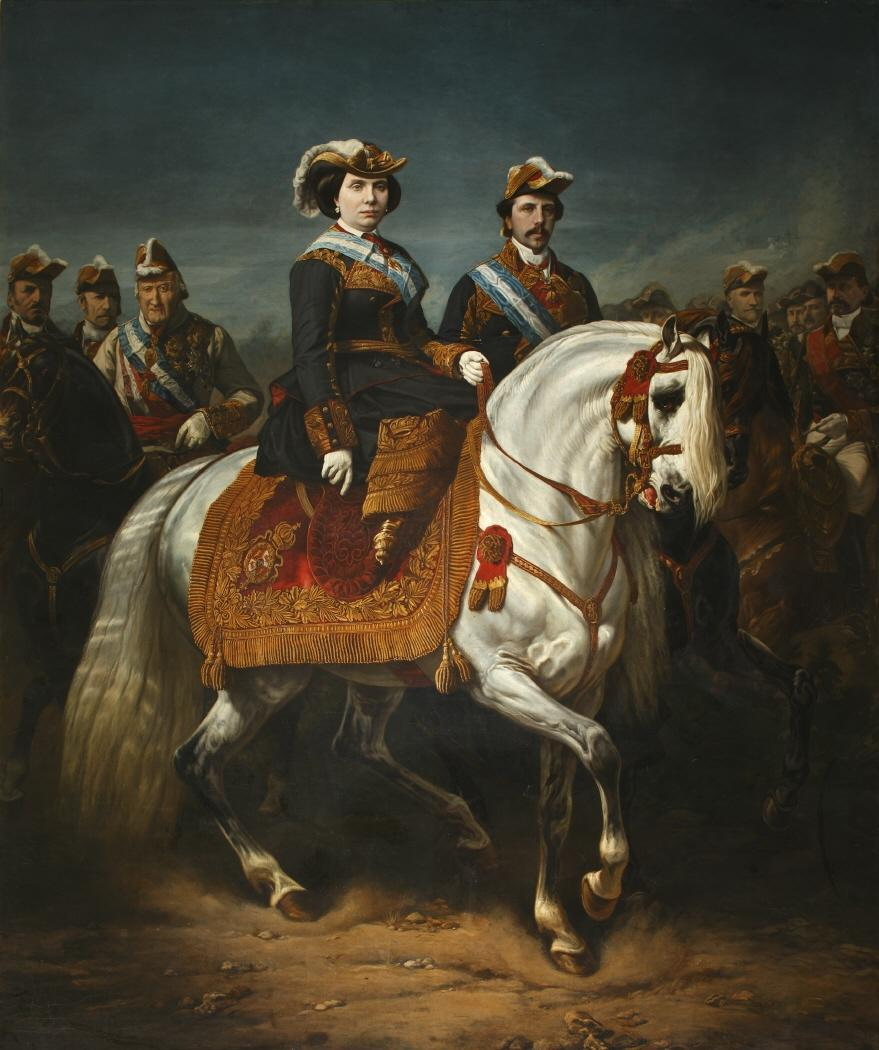
La jeune reine Isabelle II et son époux, le roi consort François d'Assise.

Le 10 octobre 1846, il épouse, pour des raisons dynastiques, sa cousine germaine, la reine Isabelle II, fille de Ferdinand VII, qui lui octroie le titre de roi consort et le traitement de majesté. 
Ils ont douze enfants :
- Isabelle (1851-1931), qui épouse Gaétan de Bourbon-Siciles, prince royal des Deux-Siciles et comte d'Agrigente (1846-1871). Sans postérité ;
- Alphonse (1857-1885), futur Alphonse XII ;
- María del Pilar (1861-1879) ;
- María de la Paz (1862-1946), qui épouse le prince Louis-Ferdinand de Bavière (1859-1949) ;
- Eulalie (1864-1958), qui épouse Antoine d'Orléans (1866-1930), infant d’Espagne et duc de Galliera.

### Règne

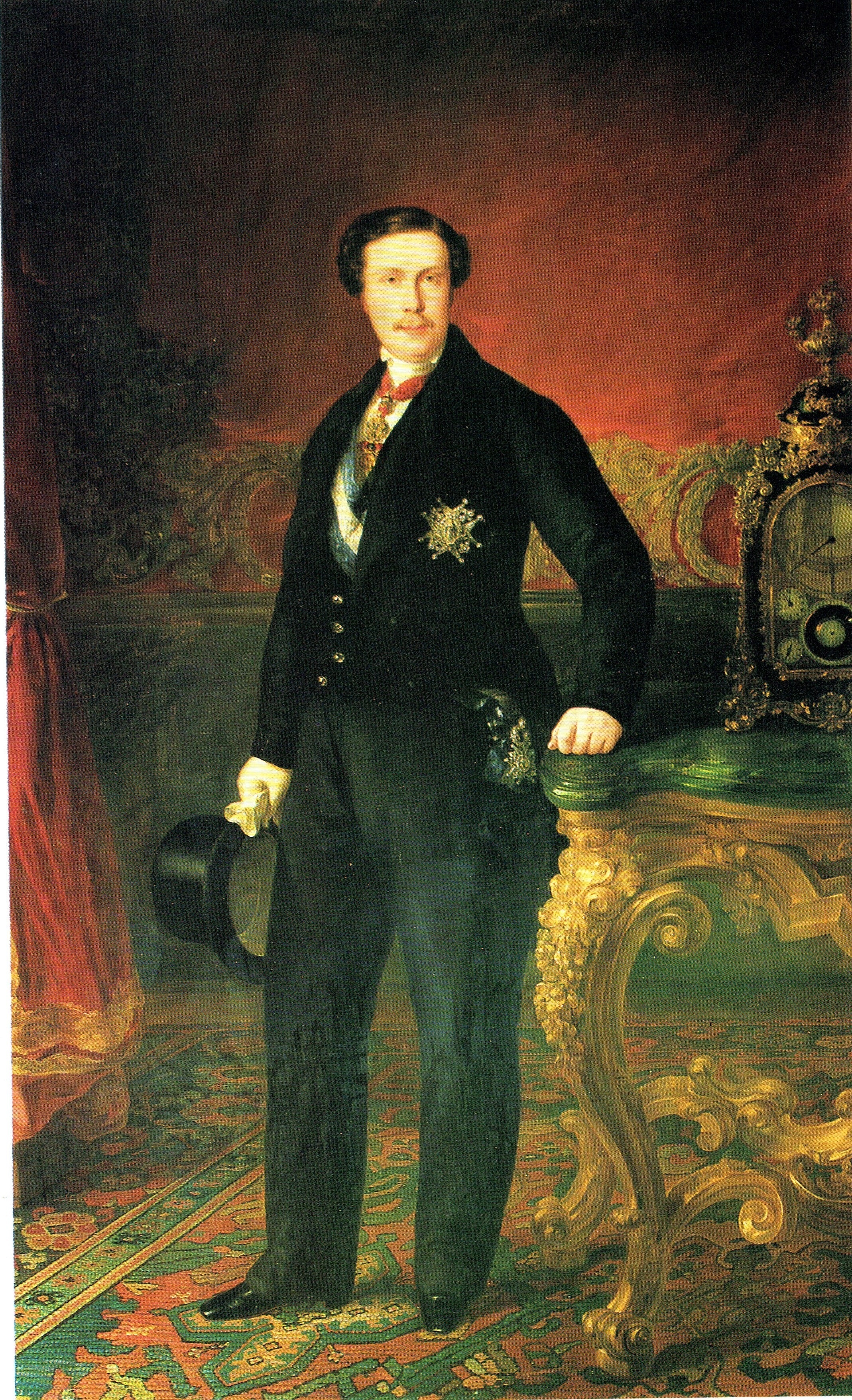
Portrait du roi consort François d'Assise.

À partir de 1864, le roi François préside le Conseil des ministres. La révolution de 1868 le contraint à l'exil, il prend le titre de courtoisie de comte de Moratalla. En 1874, la monarchie est restaurée, mais en faveur de son fils Alphonse, qui devient le roi Alphonse XII (1874-1885).
Il s'installe au château d'Épinay-sur-Seine, en France, qu'il a acheté en 1881, et y meurt le 17 avril 1902. Le château sera vendu en 1906 et deviendra la mairie d'Épinay-sur-Seine.
Il est inhumé dans le Panthéon des rois à l'Escurial.

## Titulature
- 13 mai 1822 - 28 décembre 1823 : Son Excellence le duc de Cadix[2].
- 28 décembre 1823 - 10 octobre 1846 : Son Altesse Royale François d'Assise, infant d'Espagne[3],[2].
- 10 octobre 1846 - 25 juin 1870 : Sa Majesté le roi[4].
- 25 juin 1870 - 17 avril 1902 : Sa Majesté le roi François d'Assise[5],[6].